# De rattenvanger van Hamelen

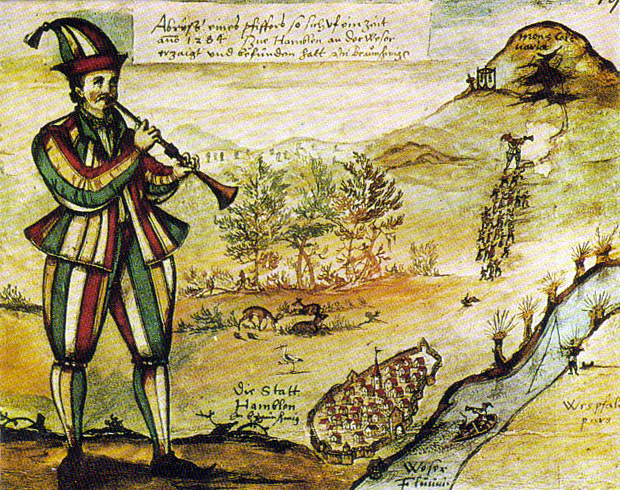
Kinderen worden naar een grot boven aan de berg gelokt. Kopie van het kerkraam, Augustin von Moersperg (1592)

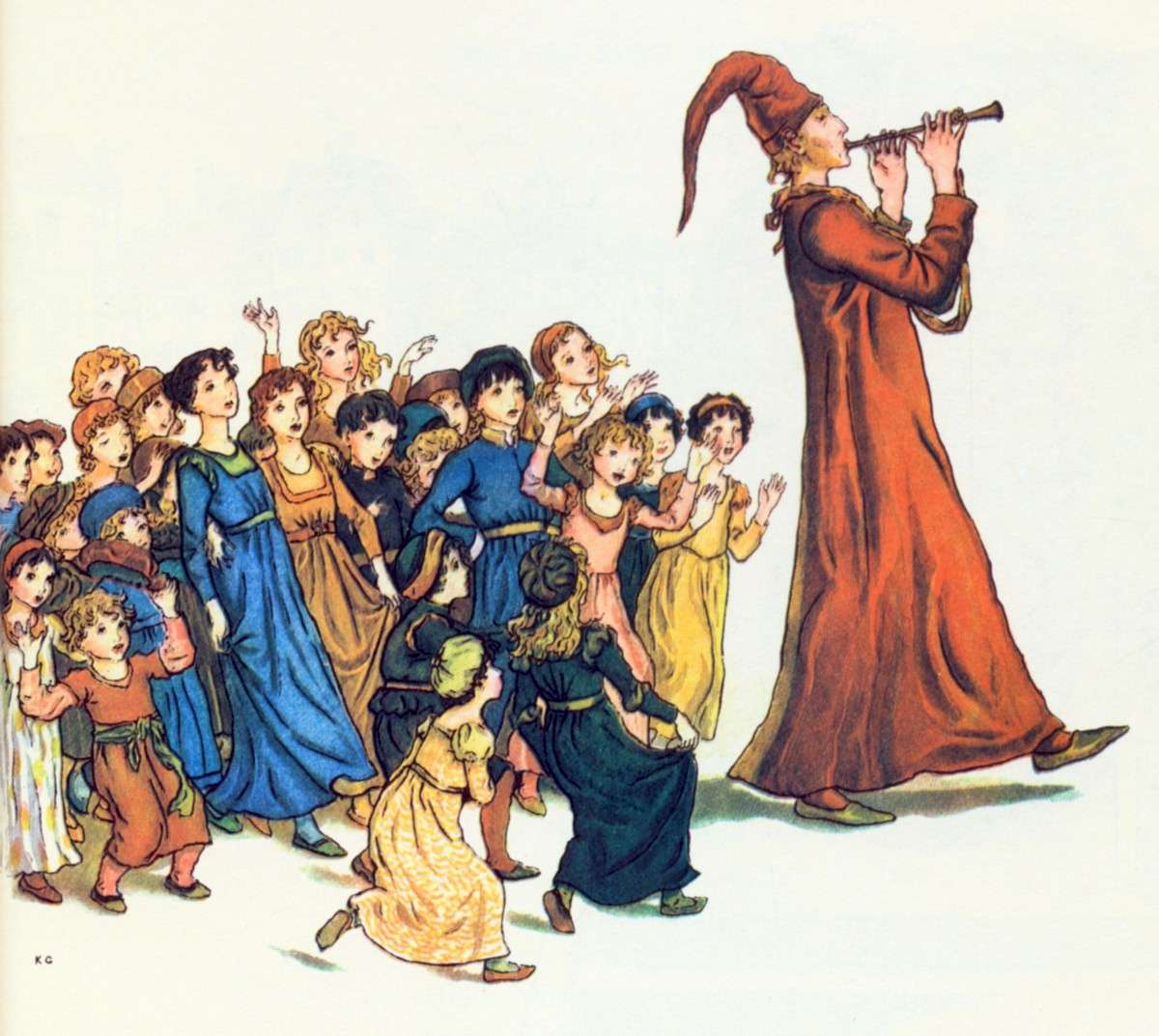
De rattenvanger van Hamelen, boek van Kate Greenwaway. 1888.

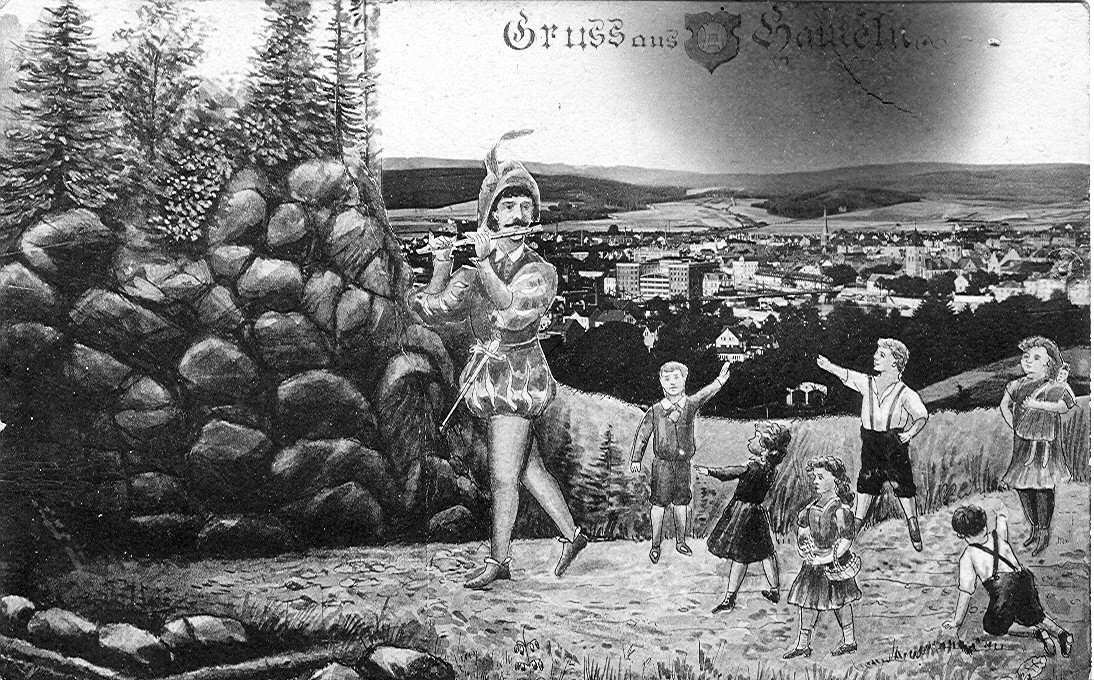
Briefkaart, omstreeks 1914

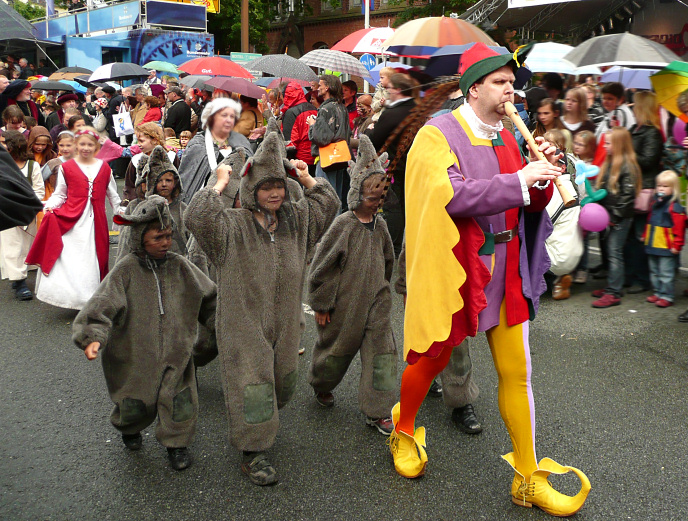
Tegenwoordig is de 'Rattenvanger' een onderdeel van de folklore en volkscultuur. Foto, 21 juni 2009.

De rattenvanger van Hamelen is een sage of volksverhaal over een massale kinderverdwijning die op 26 juni 1284 in de Duitse stad Hamelen zou hebben plaatsgevonden. Het verhaal is vooral bekend geworden dankzij de door de gebroeders Grimm opgetekende versie. Zij publiceerden het in hun Deutsche Sagen.
Hoewel geen enkele 13e-eeuwse bron deze gebeurtenis daadwerkelijk vermeldt, menen de meeste onderzoekers dat de verdwijning van de kinderen een historische basis heeft. De oudste bekende bron is een 15e-eeuwse nota in een handschrift van monnik Heinrich von Herford. Het laatste wat men van hen vernam, is dat ze naar de Koppenberg liepen. Later voegden schrijvers elementen toe: in de zestiende eeuw werd het hoofdpersonage een rattenvanger, verschenen de ratten in het verhaal en deed het krenterige stadsbestuur zijn intrede.

## Het verhaal en zijn ontwikkeling
De oudste bronnen uit de 14e en 15e eeuw wijzen op een erg simpele plot:
Een bontgeklede fluitspeler kwam naar Hamelen en leidde 130 kinderen weg naar de heuvel Calvarie en iedereen verdween.
Vanaf Johannes Wiers invloedrijke versie, die gepubliceerd is in 1566, wordt de fluitspeler aangevuld tot een fluitspelende rattenvanger, wordt een rattenplaag toegevoegd en komt het element van het stadsbestuur dat weigert te betalen in het verhaal. Ook wordt de fluitspeler vanaf de 16e eeuw gezien als verschijningsvorm van de duivel en gebruiken moralisten het als voorbeeld om ouders te waarschuwen om op hun kinderen te letten. De voorbeeldfunctie verdwijnt al weer in de 17e en het duivelse element van de rattenvanger is sinds de 19e op de achtergrond getreden en komt een wraakmotief ervoor in de plaats. Het verhaal loopt inmiddels ongeveer zo:
De rattenvanger kwam naar Hamelen om de rattenplaag te bestrijden. De bevolking prees hem en beloofde een betaling. Hij lokte de ratten met een fluit en liet ze verdrinken in de Wezer. Omdat het stadsbestuur weigerde te betalen, keerde hij terug toen de inwoners in de kerk zaten, speelde fluit en lokte 130 kinderen mee. Hij leidde hen een grot binnen en sloot ze op. In andere versies neemt hij ze mee naar de Koppenberg en iedereen verdwijnt.
In moderne versies is soms een happy end aan het verhaal toegevoegd: de rattenvanger krijgt zijn geld en brengt de kinderen terug.

### Jan Wier en het glas in lood
Het verhaal stond op een glas-in-loodraam uit het begin van de 14e eeuw in de kerk van Hamelen, waarvan wordt verondersteld dat het de ware gebeurtenis voorstelde. Het glas werd in 1660 vervangen en de kerk zelf brandde in 1945 uit. Hans Dobbertin reconstrueerde de rattenvanger in bonte kledij en kinderen in het wit. Jan Wier liet als een van de eersten de gebeurtenis in de 16e eeuw opnemen in zijn drukwerk. Voor Wier zijn enkel schriftelijke bronnen bekend. Wier merkte op dat officiële documenten in Hamelen vaak 'X jaar na de verdwijning van de kinderen' gebruikten ter datering en dat rinkelende tamboerijnen en dansen verboden waren in de 'Trommelloze straat' waar de kinderen de stad verlieten. Als een bruidsstoet door de straat wilde, deed deze dat in stilte. Tijdens zijn stadsbezoek zag Wier het beschreven glasraam en oorkondes over de gebeurtenis. De oudste kwam van een nakomeling van de burgemeester van Hamelen in 1284, misschien de vader van een verdwenen meisje.

### Inscriptie
Een inscriptie uit 1602 of 1603 in Hamelen luidt:
Anno 1284 am dage Johannis et Pauli

war der 26. junii

Dorch einen piper mit allerlei farve bekledet

gewesen CXXX kinder verledet binnen Hamelen gebo[re]n

to calvarie bi den koppen verloren

## Theorieën
In de 19e en 20e eeuw ontstaat de historische verklaring, die vooral onder Duitse geleerden populair is. De meest gangbare visie is dat het verhaal in de eenvoudigste versie teruggaat op een gebeurtenis op 26 juni 1284: 130 jonge mensen uit Hamelen werden door een ronselaar (locator) meegeleid voor de Oostkolonisatie. Toen had de jonge generatie zich, vaak tegen de wil van hun ouders, in de westelijke delen van het Duitse Rijk gedurende de middeleeuwen laten ronselen om dorpen en steden te stichten in de schaars bevolkte gebieden beoosten de Elbe en de Saale in de 12de eeuw, vervolgens beoosten de Oder in de 13e eeuw. In die eeuwen ontstond - te beginnen in Westfalen waar Hamelen gelegen is - gebrek aan landbouwgrond door de toenemende bevolking en de verdeling van de grond in steeds kleinere percelen na vererving. Dreigende hongersnood en armoede begunstigden de expansiedrang van de Duitse adel (met heerschappij beoosten de Elbe) en van de Slavische (Poolse) adel beoosten de Oder, die onontgonnen land vruchtbaar wilde laten maken: hongersnood en pachtarbeid verklaren de landverhuizingen. Als bijzonderheid: het gebied tussen Wittenberg, Bad Belzig en Jüterbog wordt "Der Fläming" genoemd, naar de Vlamingen die zich hier vestigden. Bossen, moerassen en zandruggen van het braakland rond Berlijn huisvestten nieuwe bevolkingsgroepen.
De taalkundige Jürgen Udolph verzamelde naamkundig bewijs uit plaats- en achternamen, dat veel mensen uit de streek rond Hamelen deelnamen in de Oostkolonisatie. Er bleken vooral verbanden met het herkomstgebied te vinden in Pommeren, Prignitz en Uckermark.
De Hamelse historicus Hans Dobbertin bouwt deze theorie uit met de stelling dat de emigratie gestuurd werd door de Pommerse edelman Nicholas von Spielenberg. Deze variatie heeft geen brede steun. Een andere variant van de historische verklaring verbindt het verhaal aan de Zevenburger Saksen in Transsylvanië. Deze hypothese komt al uit de 17e eeuw maar heeft niet zo heel veel steun meer.

### Oudere theorieën
- In de 16e eeuw - de eeuw van de heksenvervolgingen - suggereert Jobus Fincelius, in 1556, dat de kinderen door de Duivel waren meegenomen. Jan Wier stelt voor dat de rattenvanger een duivel was die zich vermomde als fluitspeler. Een tijdgenoot van Wier, Hannibal Nullejus, de schoolrector in Stadthagen, beweerde dat de kinderen door onderaardse gangen naar de andere kant van de wereld trokken.
- In de 17e eeuw opperde een geestelijke schooldirecteur uit Hamelen een kinderkruistocht; men geloofde toen nog in het fabeltje dat dit echt een kruistocht van kinderen was. Gottfried Wilhelm Leibniz vond dat én een emigratie aannemelijk. Skepsis nam rond 1650 toe over het verhaal. De Hamelse burgemeester Gerhard Reiche noemde het in 1653 een fabel. De Hamelse predikant Samuel Erich verdedigde in 1654 de historiciteit van het verhaal, maar had niet zo sterke argumenten. De Hamelaar Sebastian Spilker gaf bezwaren tegen Erichs boek in 1655. Martinus Schoock gaf Fabula hamelensis uit in 1659, kraakte Erichs argumenten en concludeerde dat het "pathetische" verhaal ongeloofwaardig was.[8] Balthasar Bekker publiceerde in 1693 in het vierde deel van zijn Betoverde Weereld op pagina 151-152 de verklaring dat de kinderen zouden zijn vertrokken naar het Siebenbürgen in Roemenië. Daar zou in de 13e eeuw een grote groep kinderen zijn aangekomen om zich daar te vestigen.
- In de 18e eeuw neemt een legerpredikant aan dat de kinderen vochten in een conflict in Minden.
- In de 19e eeuw - als de wetenschap bacteriën leert kennen - suggereert men een (pest)epidemie, lepra of de 'danswoede' of de Chorea van Huntington die de kinderen de stad uit dwong ter bescherming van de bevolking.

## Receptie
Het verhaal is door de eeuwen veranderd en de receptie veranderde mee. Het verhaal wordt rond het midden van de 16de ineens flink aangedikt met verzinsels. Een opmerkelijk detail is dat inscripties in Hamelen tot in de 17de eeuw nog wel de oude versie blijven volgen.
Voor de 15de eeuw werd het verhaal af en toe genoemd als een wonderlijke gebeurtenis, een "mirakel". Vanaf de 16de veranderde de fluitspeler in een rattenvanger en in de Duivel. Daardoor begonnen geleerden het verhaal in de loop van de 17de eeuw minder serieus te nemen en af te doen als een verzinsel. In de 19de eeuw verscheen de versie van de gebroeders Grimm, hierna veranderde het verhaal meer en meer in een gestroomlijnd kindersprookje. Het werd ook in het buitenland populair in het laatste kwart van de 19e eeuw.
De inwoners van Hamelen bleven tot ongeveer 1650 trots op hun verhaal. Daarna nam de skepsis erover toe. In de eeuw ervoor werd het verhaal gezien als een vertelling over de Duivel en een waarschuwing voor ouders om op kinderen te letten. Maar rond 1650 werd demonologie en daarmee de sage minder populair, vooral onder notabelen die er aanstoot aan namen. Het kerkraam werd in 1660 verwijderd. Met de opkomst van toerisme begonnen de Hamelaren in de 19de eeuw weer trots te worden op het verhaal. Hamelen ging zich marketen als Rattenvangersstad.

### Populaire cultuur
- Het verhaal werd in Nederland gebruikt voor de succesvolle televisieserie in de jaren zeventig: Kunt u mij de weg naar Hamelen vertellen, mijnheer?.
- Het Suske en Wiske-verhaal De flierende fluiter gebruikt delen van de legende.
- Onder regie van Wilfred Jackson maakte The Walt Disney Company in 1933 een korte animatiefilm op basis van het verhaal, getiteld The Pied Piper, als onderdeel van de Silly Symphonies-reeks.[10]
- Een verfilming van regisseur Bretaigne Windust toonde op 26 november 1957 de The Pied Piper of Hamelin in Technicolor op tv.
- De clip Hand In Hand van de Duitse dance-act Dune is gebaseerd op het verhaal.
- Het nummer Pay The Piper op het gelijknamige album van de Maastrichtse band The Mad Trist is ook op dit verhaal gebaseerd.
- Ook Malvina Reynolds wijdde een nummer aan de rattenvanger: The Pied Piper.
- In het nummer My Fairy King van de band Queen van het album Queen bevat citaten uit het verhaal: "In the land where horses born with eagle wings, and honey bees have lost their stings, there's singing forever. Lions den with fellow deer and rivers made from wine so clear.".
- Ook Led Zeppelin noemt de rattenvanger tweemaal in hun klassieker Stairway to Heaven van het album Led Zeppelin IV: "It's whispered that soon if we all call the tune, then the piper will lead us to reason" en "Your head is humming and it won't go in case you don't know the piper's calling you to join him".
- Megadeth noemt de rattenvanger in Symphony of Destruction. "Just like the Pied Piper, Led rats through the streets, We dance like marionettes, Swaying to the Symphony Of Destruction" als vergelijking voor hoe mensen blindelings iemand volgen, net zoals de rattenvanger deed met de ratten en de kinderen.
- In de DreamWorks Animation-animatiefilms Shrek Forever After is de Rattenvanger een premiejager die ogers moet vangen voor Repelsteeltje.
- In de Amerikaanse televisieserie Once Upon a Time wordt het verhaal van de Rattenvanger ook gebruikt in een aflevering uit seizoen 3.
- In de Amerikaanse televisieserie Silicon Valley is de startup waar de serie over gaat vernoemd naar "Pied Piper"
- De Netflix-serie Society is gebaseerd op dit verhaal.
- In het videospel Call of Duty: Modern Warfare zit een interactieve Easter Egg; De speler kan in het multiplayerlevel Cheshire Park een 5-tal muizenvallen verzamelen. En vervolgens een animatie van een groep ratten in gang zetten bij het Pied Piper-standbeeld, in het midden van het level.
- In het nummer Lose Yourself van de zanger Eminem noemt hij de rattenvanger in het derde couplet: "But I kept rhymin' and stepped right in the next cypher. Best believe somebody's payin' the Pied Piper"

## Fotogalerij

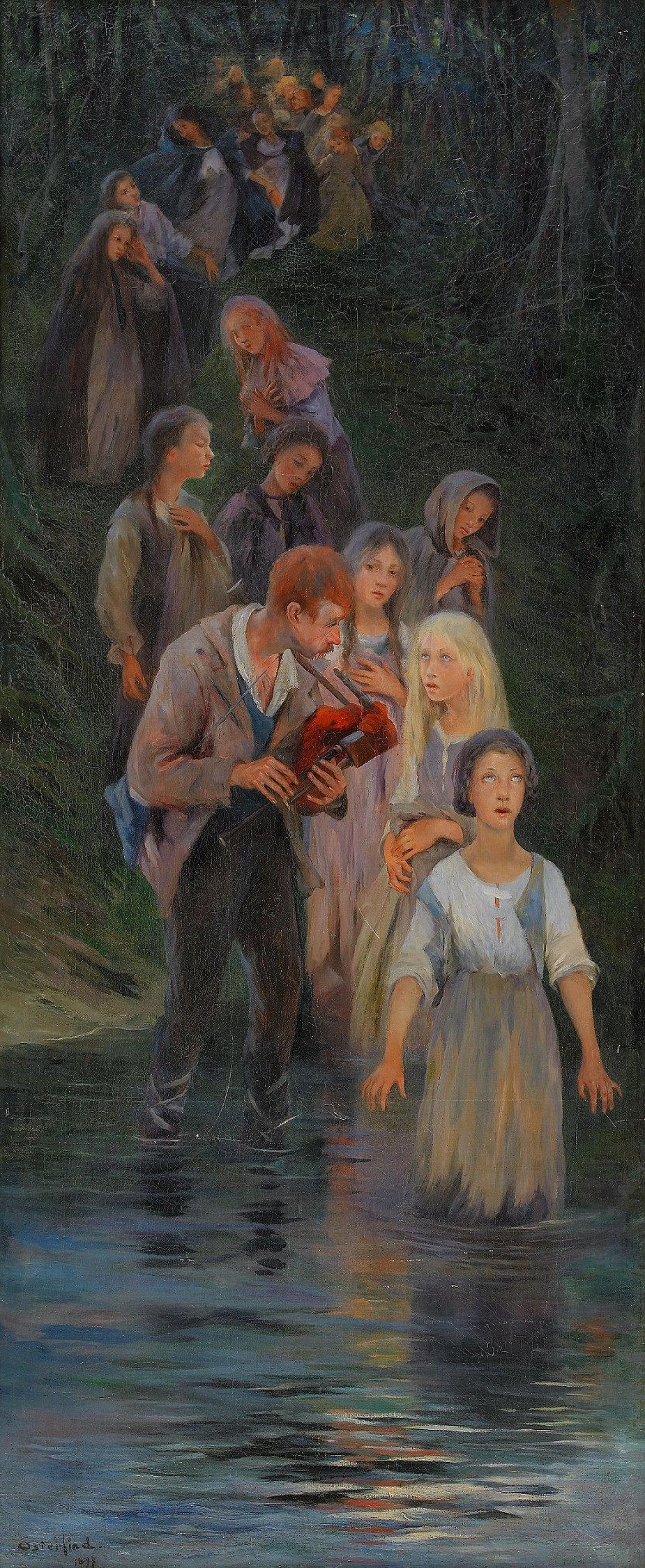
Råttfångaren från Hameln, Allan Österlind, 1897
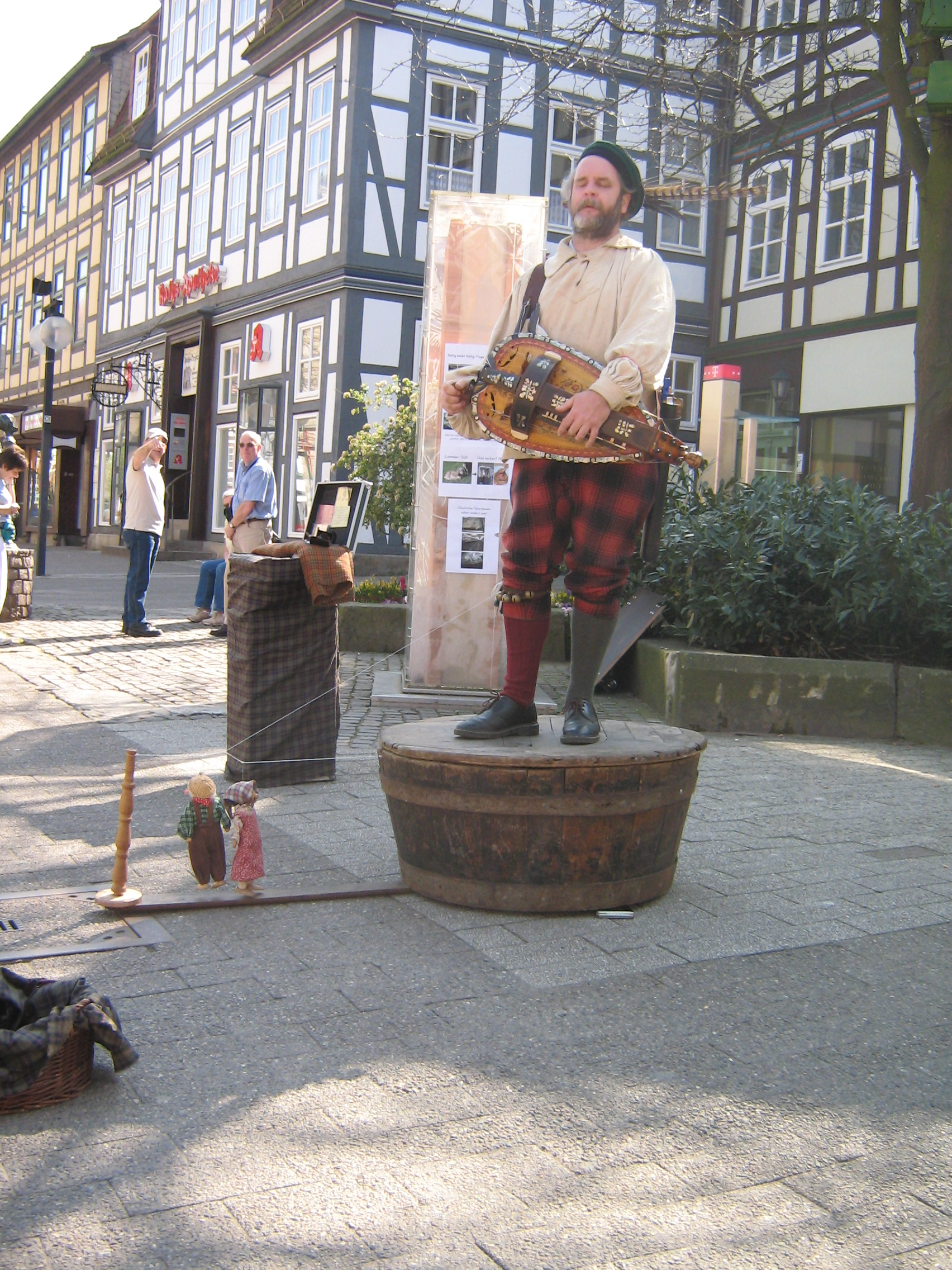
Een poppenspeler met marionetten in de binnenstad van Hamelen
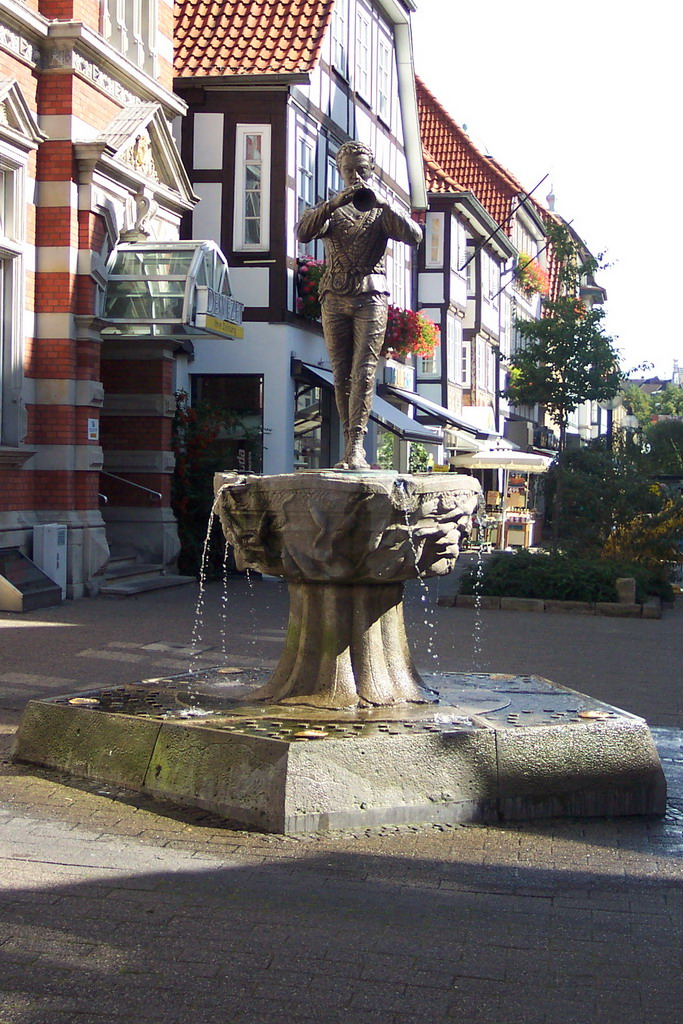
Rattenfängerbrunnen in Hamelen
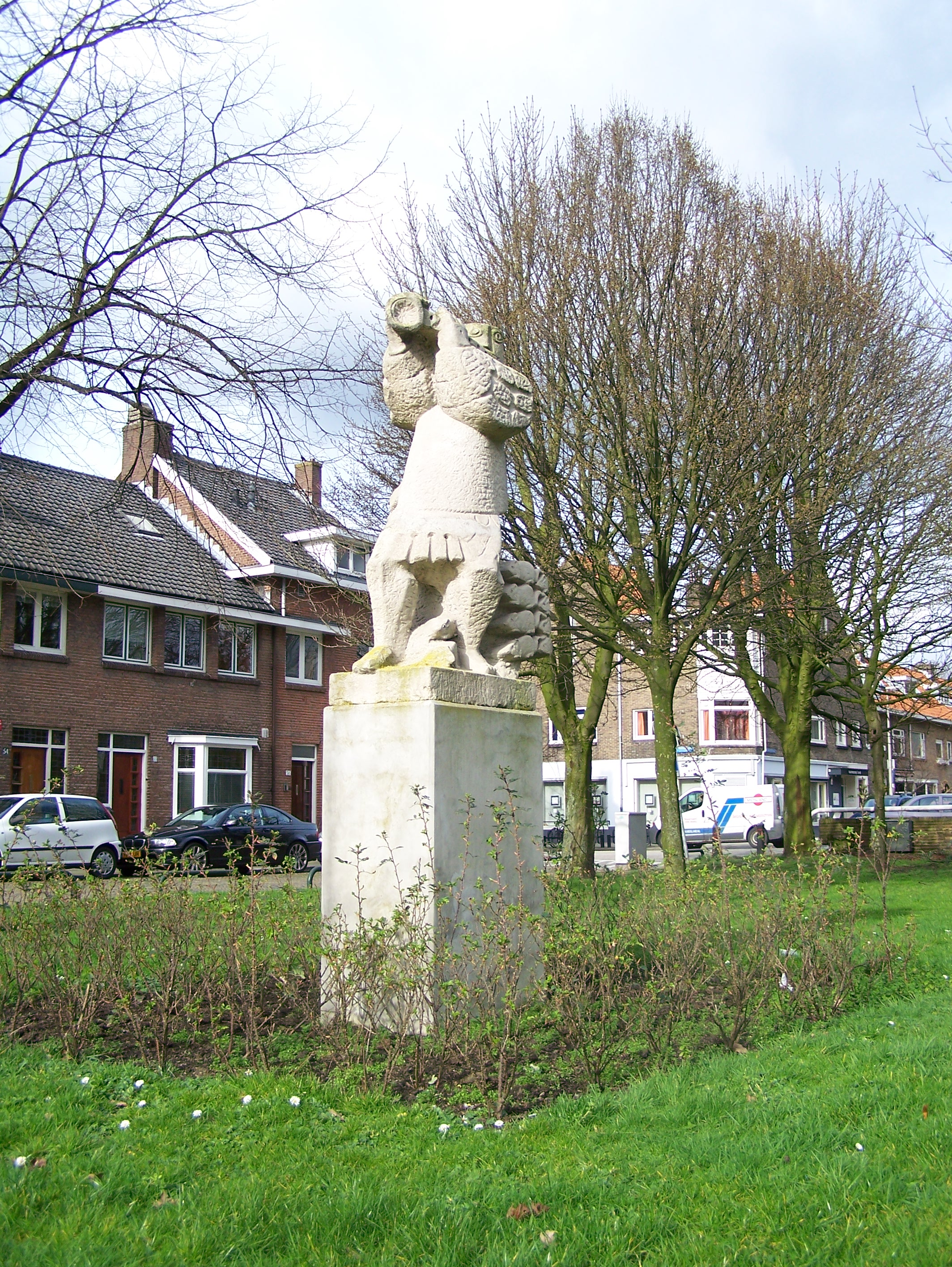
Standbeeld van de rattenvanger in Utrecht